# Старјак
Старјак је насељено место у саставу града Загреб, Хрватска.

## Историја
До територијалне реорганизације у Хрватској био је у саставу ужег подручја града Загреб.

## Становништво
На попису становништва из 2021. године, Старјак је имао 252 становника.
| Број становника према пописима | Број становника према пописима | Број становника према пописима | Број становника према пописима | Број становника према пописима | Број становника према пописима | Број становника према пописима | Број становника према пописима | Број становника према пописима | Број становника према пописима | Број становника према пописима | Број становника према пописима | Број становника према пописима | Број становника према пописима | Број становника према пописима | Број становника према пописима | Број становника према пописима |
| ------------------------------ | ------------------------------ | ------------------------------ | ------------------------------ | ------------------------------ | ------------------------------ | ------------------------------ | ------------------------------ | ------------------------------ | ------------------------------ | ------------------------------ | ------------------------------ | ------------------------------ | ------------------------------ | ------------------------------ | ------------------------------ | ------------------------------ |
| 1857                           | 1869                           | 1880                           | 1890                           | 1900                           | 1910                           | 1921                           | 1931                           | 1948                           | 1953                           | 1961                           | 1971                           | 1981                           | 1991                           | 2001                           | 2011                           | 2021                           |
| 104                            | 119                            | 147                            | 163                            | 178                            | 157                            | 164                            | 175                            | 165                            | 167                            | 162                            | 129                            | 117                            | 121                            | 175                            | 227                            | 252                            |

### Попис1991.
У попису становништва из 1991. године, насељено место Старјак је имало 121 становника, следећег националног састава:
| Попис 1991.‍ | Попис 1991.‍ | Попис 1991.‍ | Попис 1991.‍ | Попис 1991.‍ |
| ----------- | ----------- | ----------- | ----------- | ----------- |
|             |             |             |             |             |
| Хрвати      | Хрвати      |             | 116         | 95,86%      |
| Чеси        | Чеси        |             | 1           | 0,82%       |
| Југословени | Југословени |             | 1           | 0,82%       |
| Пољаци      | Пољаци      |             | 1           | 0,82%       |
| Срби        | Срби        |             | 1           | 0,82%       |
| непознато   | непознато   |             | 1           | 0,82%       |
| укупно: 121 |             |             |             |             |